# 夢の島 (モスクワ)
夢の島（露: Остров мечты・オストロフ・メチティ、英: Dream Island）は、モスクワにあるテーマパークである。2020年2月29日に開園した。9つのエリアに27のアトラクションがある。サンリオとライセンス契約を結び「ハローキティ」のエリアもある。30万㎡の室内エリアがあり、年間750万人の来客数を見込んでいる。

## 概要
テーマパークの建設は 2016年3月17日から始まった。もともとは、2018年に完成する予定だったが、オープン日は2019年12月に延期され、その後2020年まで延期された。
パークの総面積は約100ヘクタールで、室内エリアの面積は30万m²である。

## ギャラリー

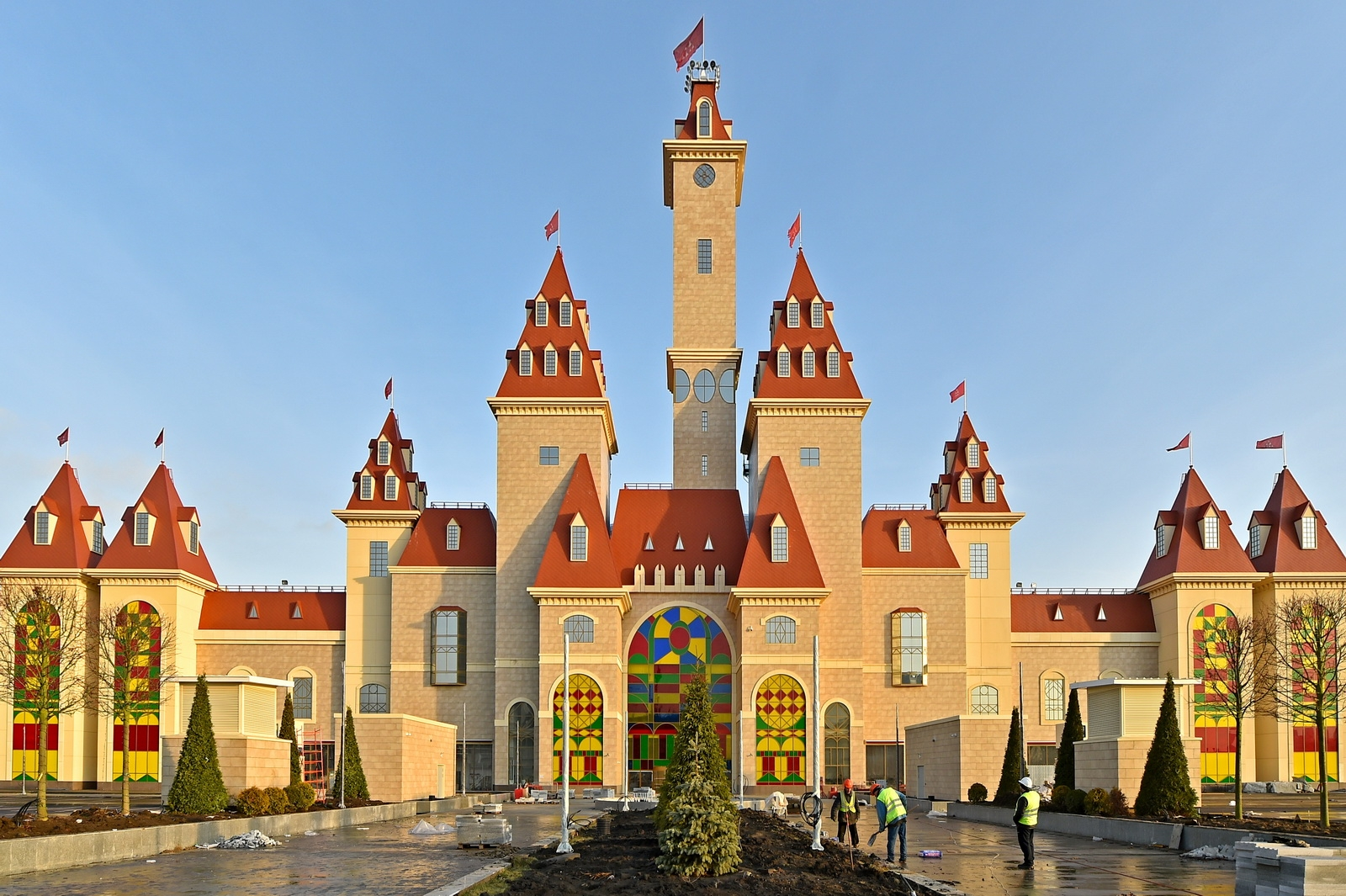
「夢の島」のメインファサード
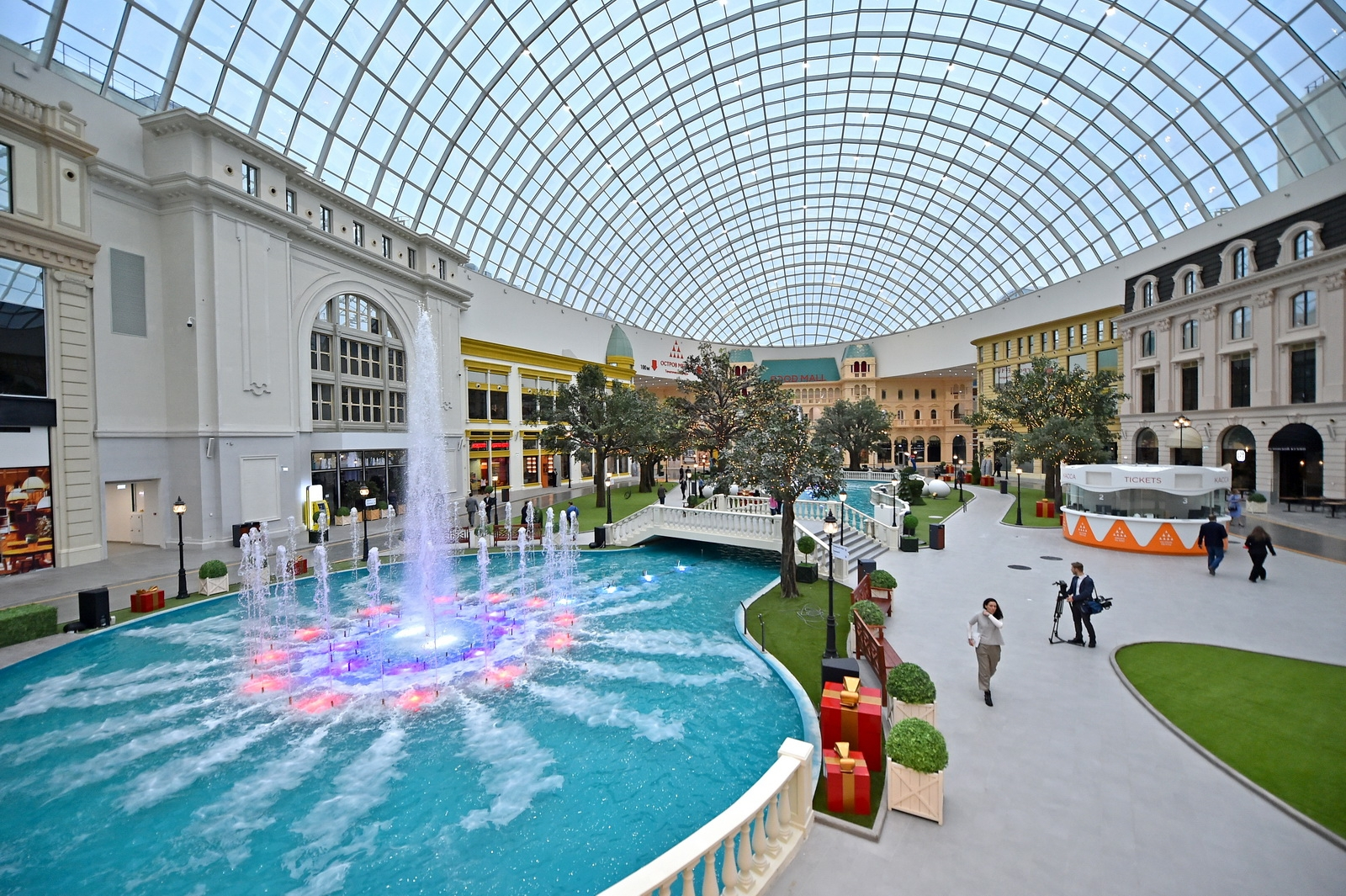
アトリウム・シティボード・ウォーク
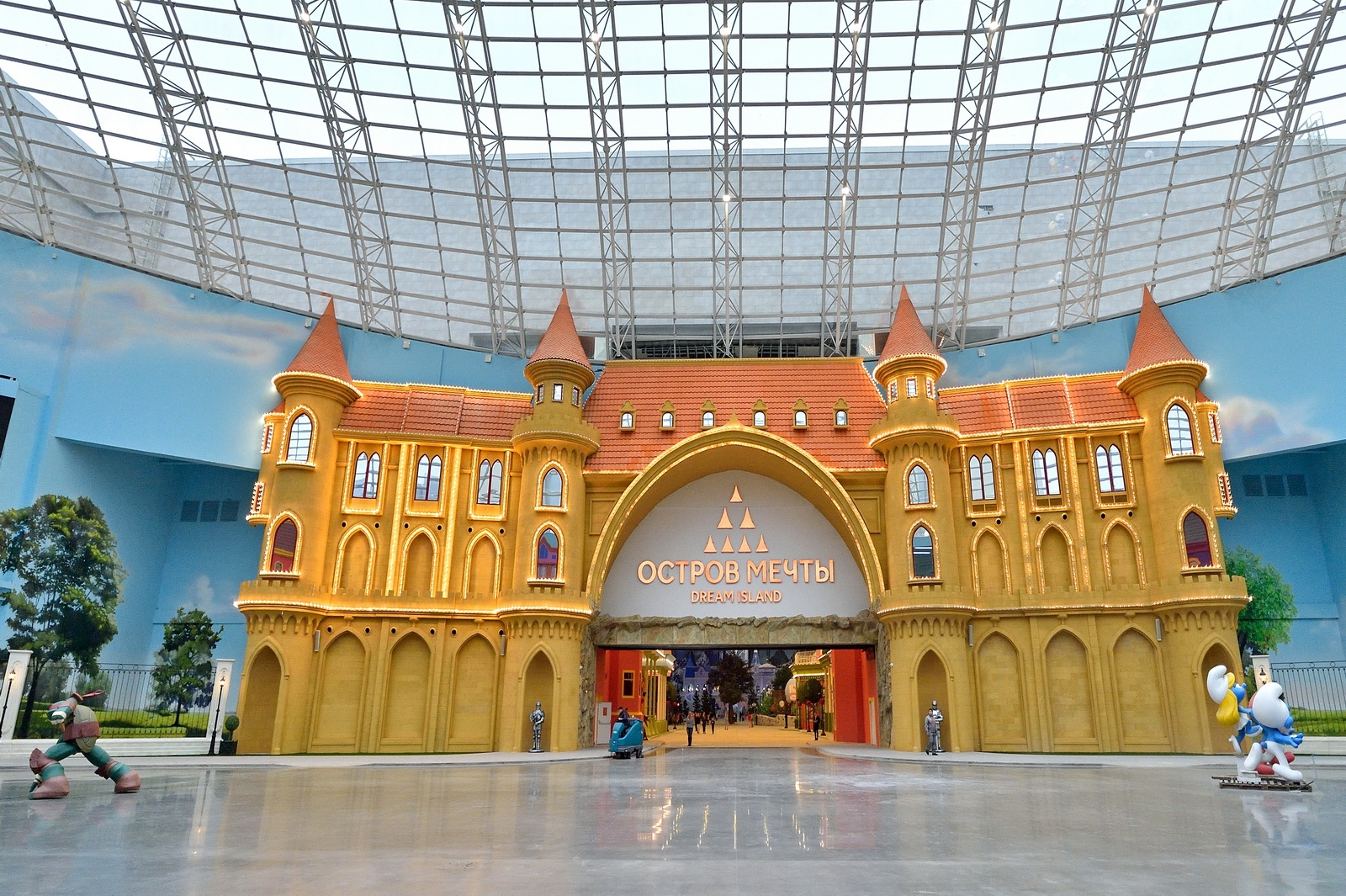
ショッピングセンターから遊園地への入り口
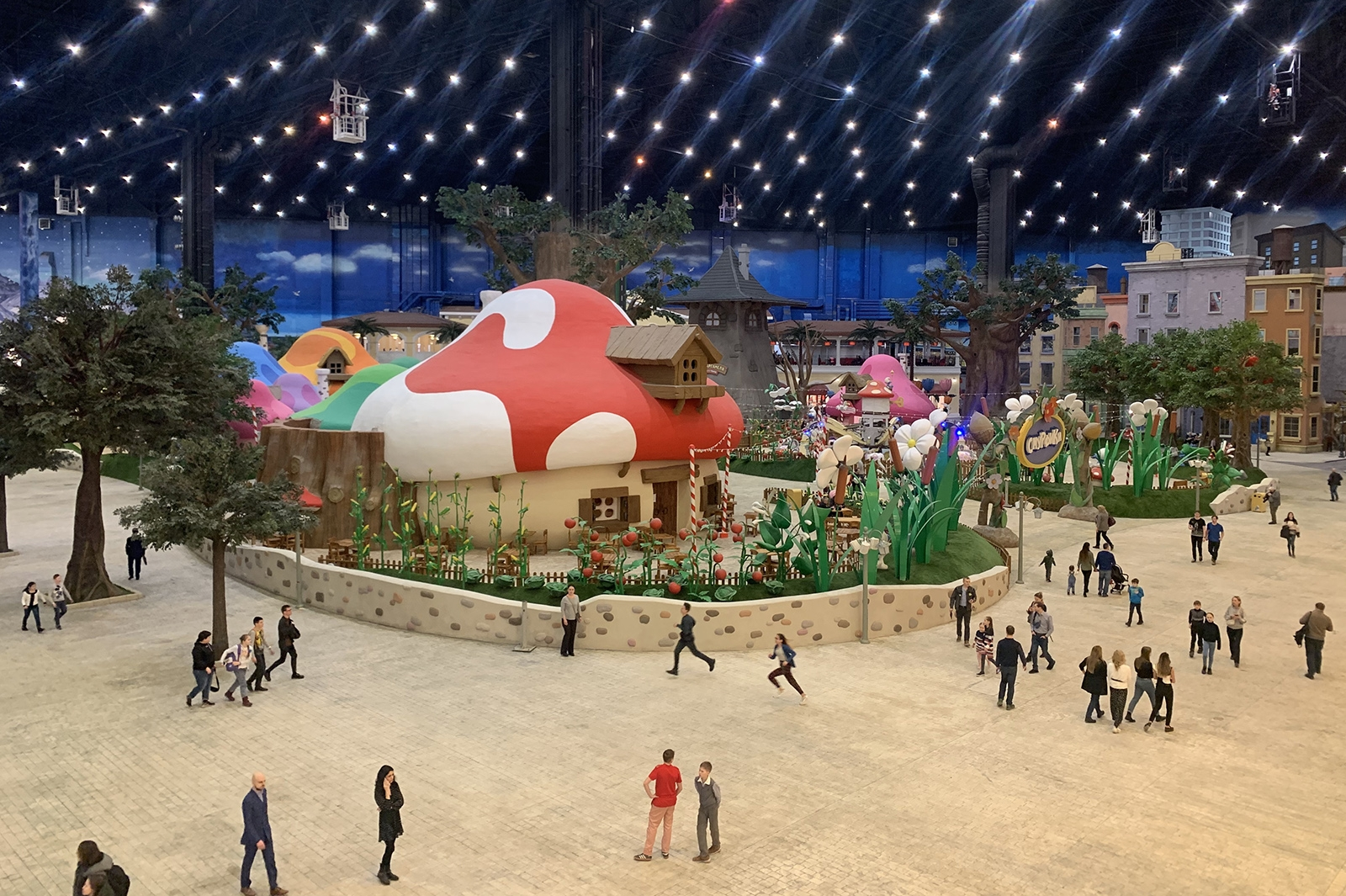
スマーフの村
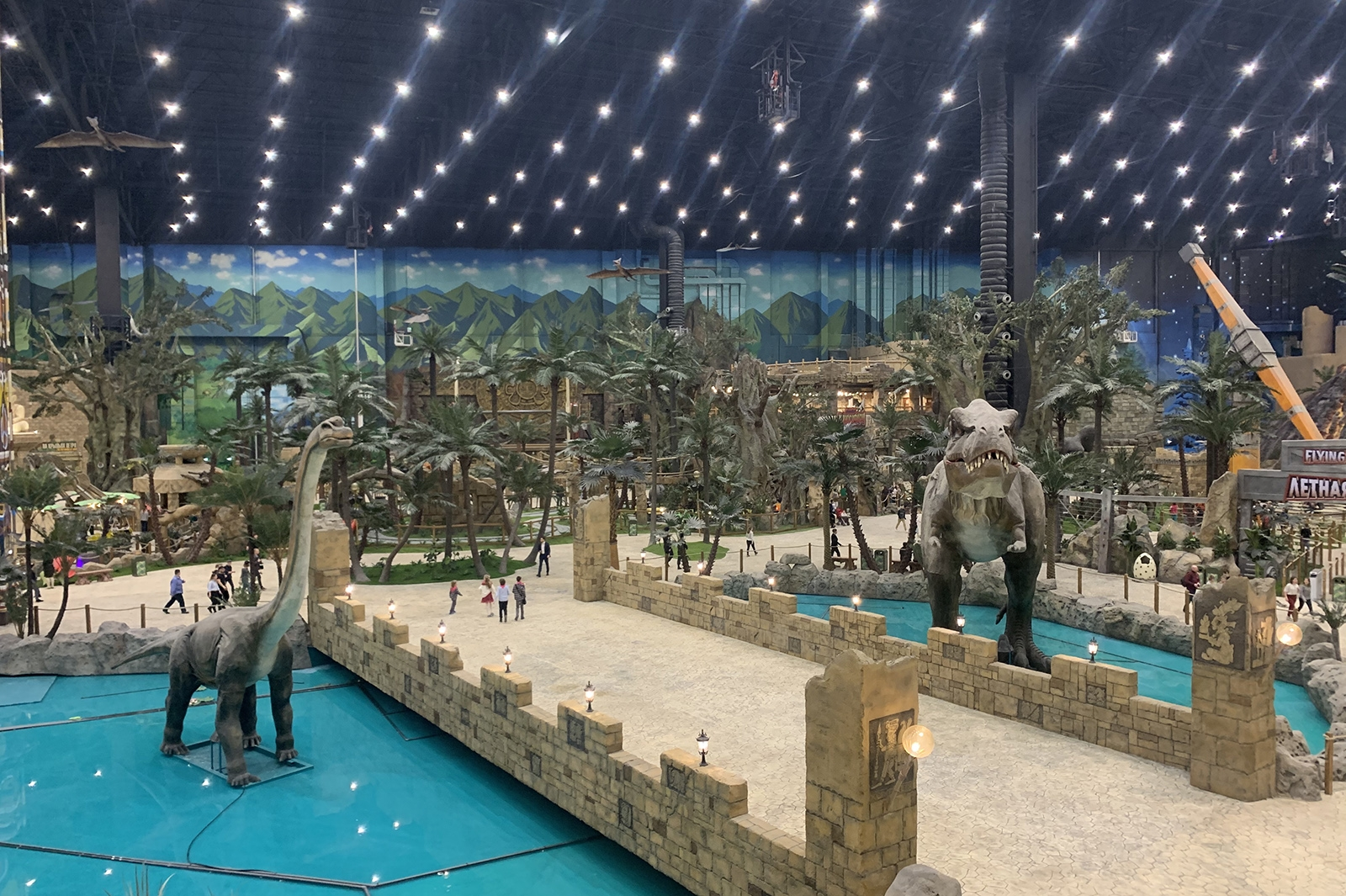
テーマゾーン「恐竜の国のモーグリ」
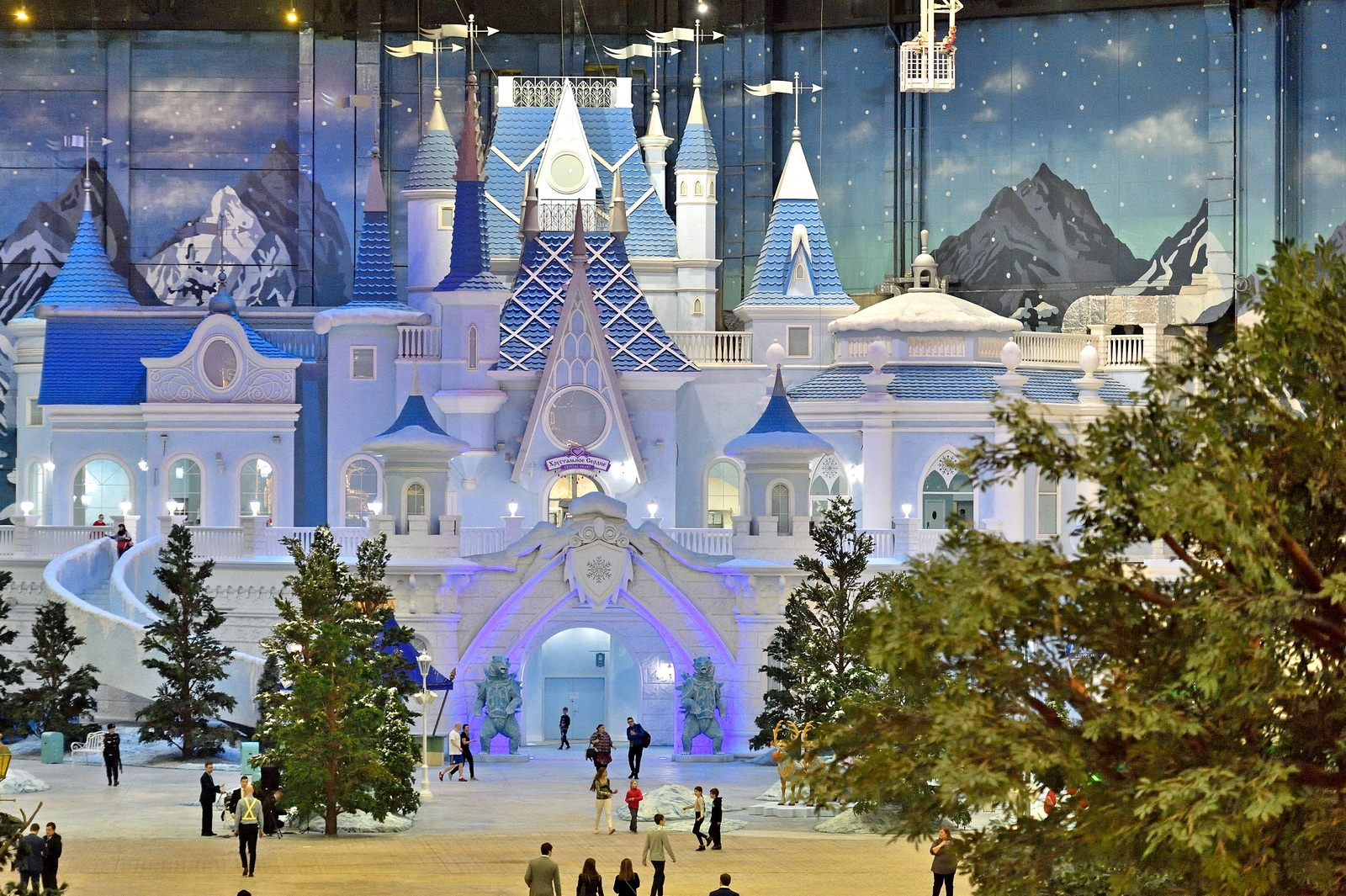
雪の女王の城
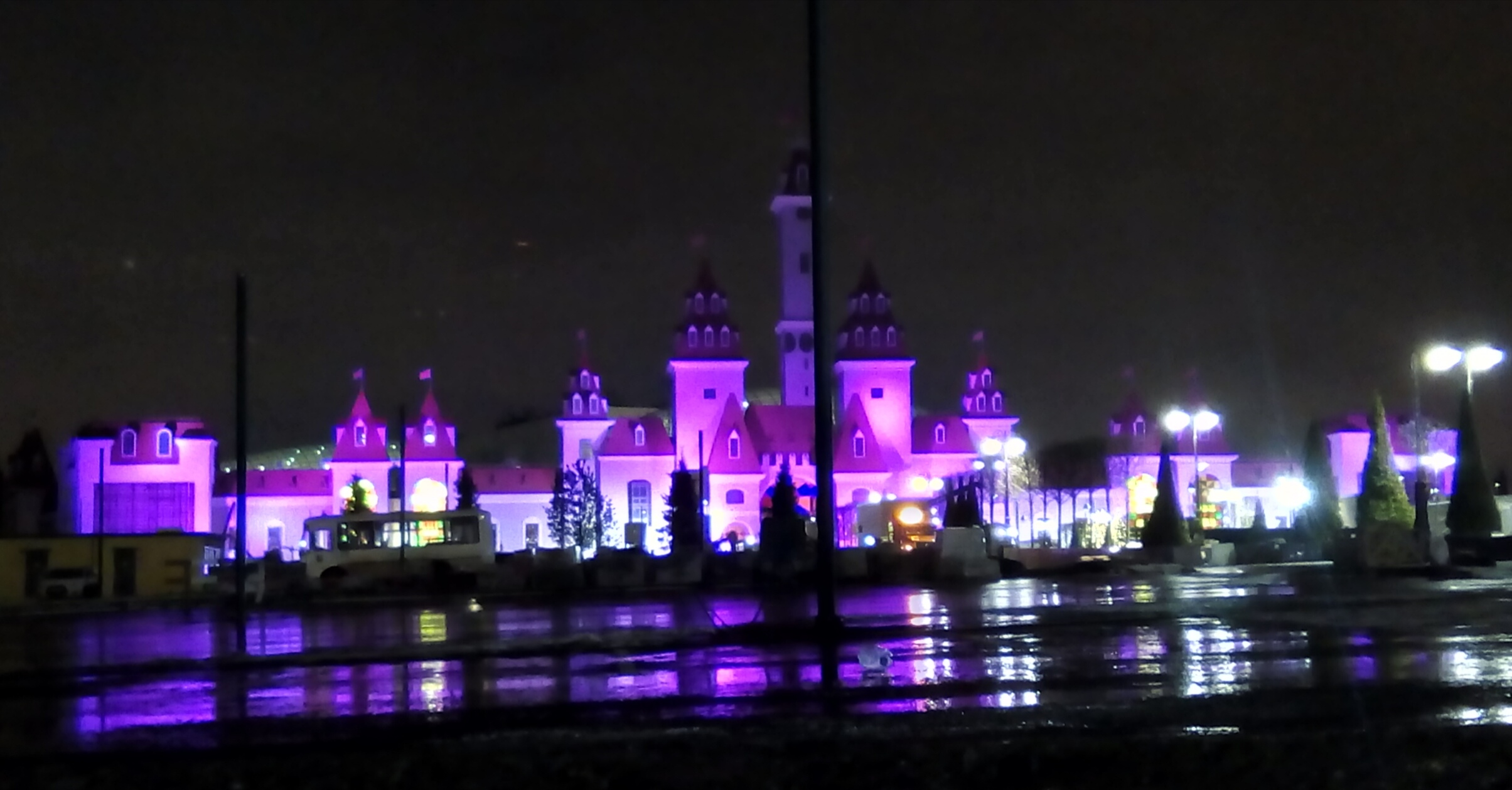